# Copa da UEFA de 1995–96
Copa da UEFA de 1995–1996 foi a 25ª edição da Copa da UEFA, vencida pelo Bayern de Munique da Alemanha em vitória sobre o FC Girondins de Bordeaux pelo placar agregado de 5-1. A maior goleada da competição foi registada quando o RC Lens venceu o FC Avenir Beggen por 7-0.

## Fase preliminar
| Equipe 1              | Total  | Equipe 2            | 1.º jogo | 2.º jogo |
| --------------------- | ------ | ------------------- | -------- | -------- |
| Omonia                | 5–1    | Sliema Wanderers    | 3–0      | 2–1      |
| Sparta Praga          | 4–2    | Galatasaray         | 3–1      | 1–1      |
| Afan Lido             | 1–2    | RAF Jelgava         | 1–2      | 0–0      |
| Apollon Athens        | 2–3    | Olimpija Ljubljana  | 1–0      | 1–3      |
| Bangor City           | 0–5    | Widzew Łódź         | 0–4      | 0–1      |
| Brøndby IF            | 6–0    | Inkaras Kaunas      | 3–0      | 3–0      |
| Crusaders             | 1–6    | Silkeborg IF        | 1–2      | 0–4      |
| Dinamo Bucureşti      | 1–2    | Levski Sofia        | 0–1      | 1–1(aet) |
| Dundalk               | 0–4    | Malmö FF            | 0–2      | 0–2      |
| Jeunesse Esch         | 0–4    | Lugano              | 0–0      | 0–4      |
| Košice                | 1–3    | Újpest              | 0–1      | 1–2      |
| Universitatea Craiova | 0–0(p) | Dinamo Minsk        | 0–0      | 0–0      |
| Fenerbahçe            | 6–0    | Partizani Tirana    | 2–0      | 4–0      |
| Vardar                | 3–0    | Iberia Samtredia    | 1–0      | 2–0      |
| Glenavon              | 1–0    | FH                  | 0–0      | 1–0      |
| Hibernians            | 2–7    | Chornomorets Odessa | 2–5      | 0–2      |
| Kapaz Ganja           | 1–9    | Austria Wien        | 0–4      | 1–5      |
| Lillestrøm SK         | 4–1    | Flora Tallinn       | 4–0      | 0–1      |
| Motherwell            | 3–3(a) | MyPa                | 1–3      | 2–0      |
| Örebro SK             | 0–3    | Avenir Beggen       | 0–0      | 0–3      |
| Botev Plovdiv         | 2–0    | Dinamo Tblisi       | 1–0      | 1–0      |
| Slavia Sofia          | 0–3    | Olympiacos          | 0–2      | 0–1      |
| Raith Rovers          | 6–2    | GI Gota             | 4–0      | 2–2      |
| Red Star Belgrade     | 0–1    | Neuchâtel Xamax     | 0–1      | 0–0      |
| Shelbourne            | 0–6    | IA                  | 0–3      | 0–3      |
| Slovan Bratislava     | 6–0    | Osijek              | 4–0      | 2–0      |
| Sturm Graz            | 1–2    | Slavia Praga        | 0–1      | 1–1      |
| SK Tirana             | 0–3    | Hapoel Be'er Sheva  | 0–1      | 0–2      |
| Skonto                | 1–2    | Maribor             | 1–0      | 0–2      |
| TPV Tampere           | 1–7    | Viking FK           | 0–4      | 1–3      |
| Zagłębie Lubin        | 1–0    | Shirak              | 0–0      | 1–0      |
| Zimbru Chişinău       | 2–0    | Hapoel Tel Aviv     | 2–0      | 0–0      |

## Primeira fase
| Equipe 1            | Total  | Equipe 2           | 1.º jogo | 2.º jogo |
| ------------------- | ------ | ------------------ | -------- | -------- |
| Lugano              | 2–1    | Internazionale     | 1–1      | 1–0      |
| Milan               | 8–1    | Zagłębie Lubin     | 4–0      | 4–1      |
| Sparta Praga        | (a)2–2 | Silkeborg IF       | 0–1      | 2–1      |
| Monaco              | 1–3    | Leeds United       | 0–3      | 1–0      |
| FC Bayern München   | 5–1    | Lokomotiv Moscow   | 0–1      | 5–0      |
| Brøndby IF          | 3–0    | Lillestrøm SK      | 3–0      | 0–0      |
| Chornomorets Odessa | (p)1-1 | Widzew Łódź        | 1–0      | 0–1      |
| Spartak Vladikavkaz | 1–2    | Liverpool          | 1–2      | 0–0      |
| Fenerbahçe          | 1–4    | Real Betis         | 1–2      | 0–2      |
| Austria Wien        | 1–3    | Dinamo Minsk       | 1–2      | 0–1      |
| Vardar              | 1–3    | Bordeaux           | 0–2      | 1–1      |
| Glenavon            | 0–7    | Werder Bremen      | 0–2      | 0–5      |
| Hapoel Be'er Sheva  | 0–12   | Barcelona          | 0–7      | 0–5      |
| Lierse SK           | 2–5    | Benfica            | 1–3      | 1–2      |
| Malmö FF            | 2–2(a) | Nottingham Forest  | 2–1      | 0–1      |
| MyPa                | 2–8    | PSV                | 1–1      | 1–7      |
| Neuchâtel Xamax     | 1–5    | Roma               | 1–1      | 0–4      |
| Olympiacos          | 5–1    | Maribor            | 2–0      | 3–1      |
| Levski Sofia        | 1–3    | Eendracht Aalst    | 1–2      | 0–1      |
| Raith Rovers        | 3–2    | ÍA                 | 3–1      | 0–1      |
| Lens                | 13–0   | Avenir Beggen      | 6–0      | 7–0      |
| Strasbourg          | 5–0    | Újpest             | 3–0      | 2–0      |
| Roda JC             | 5–2    | Olimpija Ljubljana | 5–0      | 0–2      |
| Farense             | 0–2    | Lyon               | 0–1      | 0–1      |
| Freiburg            | 1–2    | Slavia Praga       | 1–2      | 0–0      |
| Rotor Volgograd     | (a)2–2 | Manchester United  | 0–0      | 2–2      |
| Sevilla             | 3–1    | Botev Plovdiv      | 2–0      | 1–1      |
| Slovan Bratislava   | 2–4    | Kaiserslautern     | 2–1      | 0–3      |
| Lazio               | 7–1    | Omonia             | 5–0      | 2–1      |
| Viking FK           | 1–2    | Auxerre            | 1–1      | 0–1      |
| Vitória             | 3–1    | Standard Liège     | 3–1      | 0–0      |
| Zimbru Chişinău     | 3–1    | RAF Jelgava        | 1–0      | 2–1      |

## Segunda fase
| Equipe 1            | Total  | Equipe 2          | 1.º jogo | 2.º jogo |
| ------------------- | ------ | ----------------- | -------- | -------- |
| Kaiserslautern      | 1–4    | Real Betis        | 1–3      | 0–1      |
| Lugano              | 1–3    | Slavia Praga      | 1–2      | 0–1      |
| Sparta Praga        | 6–3    | Zimbru Chişinău   | 4–3      | 2–0      |
| Auxerre             | 0–1    | Nottingham Forest | 0–1      | 0–0      |
| Roma                | 4–0    | Eendracht Aalst   | 4–0      | 0–0      |
| Brøndby IF          | 1–0    | Liverpool         | 0–0      | 1–0      |
| Barcelona           | 7–0    | Vitória           | 3–0      | 4–0      |
| Chornomorets Odessa | 0–4    | Lens              | 0–0      | 0–4      |
| Bordeaux            | 3–1    | Rotor Volgograd   | 2–1      | 1–0      |
| Leeds United        | 3–8    | PSV               | 3–5      | 0–3      |
| Lyon                | 4–1    | Lazio             | 2–1      | 2–0      |
| Raith Rovers        | 1–4    | FC Bayern München | 0–2      | 1–2      |
| Strasbourg          | 1–3    | Milan             | 0–1      | 1–2      |
| Sevilla             | (a)2–2 | Olympiacos        | 1–0      | 1–2(aet) |
| Benfica             | 3–2    | Roda JC           | 1–0      | 2–2      |
| Werder Bremen       | 6–2    | Dinamo Minsk      | 5–0      | 1–2      |

## Terceira fase
| Equipe 1          | Total | Equipe 2      | 1.º jogo | 2.º jogo |
| ----------------- | ----- | ------------- | -------- | -------- |
| Milan             | 2–0   | Sparta Praga  | 2–0      | 0–0      |
| FC Bayern München | 7–2   | Benfica       | 4–1      | 3–1      |
| Brøndby IF        | 3–4   | Roma          | 2–1      | 1–3      |
| Bordeaux          | 3–2   | Real Betis    | 2–0      | 1–2      |
| Nottingham Forest | 1–0   | Lyon          | 1–0      | 0–0      |
| PSV               | 2–1   | Werder Bremen | 2–1      | 0–0      |
| Sevilla           | 2–4   | Barcelona     | 1–1      | 1–3      |
| Slavia Praga      | 1–0   | Lens          | 0–0      | 1–0(aet) |

## Quartas-de-final
| Equipe 1          | Total  | Equipe 2          | 1.º jogo | 2.º jogo |
| ----------------- | ------ | ----------------- | -------- | -------- |
| Milan             | 2–3    | Bordeaux          | 2–0      | 0–3      |
| FC Bayern München | 7–2    | Nottingham Forest | 2–1      | 5–1      |
| Barcelona         | 5–4    | PSV               | 2–2      | 3–2      |
| Slavia Praga      | (a)3–3 | Roma              | 2–0      | 1–3(aet) |

## Semifinais
| Equipe 1          | Total | Equipe 2  | 1.º jogo | 2.º jogo |
| ----------------- | ----- | --------- | -------- | -------- |
| FC Bayern München | 4–3   | Barcelona | 2–2      | 2–1      |
| Slavia Praga      | 0–2   | Bordeaux  | 0–1      | 0–1      |

## Final
| Equipe 1          | Total | Equipe 2 | 1.º jogo | 2.º jogo |
| ----------------- | ----- | -------- | -------- | -------- |
| FC Bayern München | 5–1   | Bordeaux | 2–0      | 3–1      |